# Wings of a Butterfly
«Wings of a Butterfly» (рус. Крылья бабочки; выпущена на альбоме под названием «Rip Out the Wings of a Butterfly») — песня финской рок-группы HIM. Это второй трек с их пятого студийного альбома Dark Light (2005), который в том же году был выпущен в качестве первого сингла с альбома. Песня достигла первого места в Финляндии и Венгрии, 10-го в Германии и Великобритании и 87-го в Соединённых Штатах, что сделало её самым популярным синглом Dark Light во всем мире. Музыкальное видео, снятое на Union Station в Лос-Анджелесе, занимало первое место в Rock Countdown на телеканале MTV2 в конце 2005 года в течение пяти недель, пока не было снято с показа.

## Списки композиций
Финский и европейский макси-сингл (CD)
| №  | Название                             | Длительность |
| -- | ------------------------------------ | ------------ |
| 1. | «Wings of a Butterfly»               | 3:28         |
| 2. | «And Love Said No» (версия 616)      | 4:19         |
| 3. | «Vampire Heart» (live в Доннингтоне) | 5:12         |
| 4. | «Wings of a Butterfly» (видеоклип)   | 3ː28         |

Европейский сингл (CD)
| №  | Название                          | Длительность |
| -- | --------------------------------- | ------------ |
| 1. | «Wings of a Butterfly»            | 3:28         |
| 2. | «Poison Heart» (кавер на Ramones) | 3:43         |

Американский сингл (DVD)
| №  | Название                                 | Длительность |
| -- | ---------------------------------------- | ------------ |
| 1. | «Wings of a Butterfly» (видеоклип)       | 3ː28         |
| 2. | «Making of Wings Of A Butterfly» (видео) | 4ː59         |

## Чарты
| Чарт                               | Позиция |
| ---------------------------------- | ------- |
| Finland (Suomen virallinen lista)  | 1       |
| Hungary (Single Top 40)            | 1       |
| UK Rock & Metal (OCC)              | 1       |
| Spain (PROMUSICAE)                 | 3       |
| Greece (IFPI)                      | 4       |
| Scotland (OCC)                     | 9       |
| Germany (Official German Charts)   | 10      |
| UK Singles (OCC)                   | 10      |
| Austria (Ö3 Austria Top 40)        | 12      |
| Sweden (Sverigetopplistan)         | 12      |
| Europe (Eurochart Hot 100)         | 14      |
| Norway (VG-lista)                  | 18      |
| US Alternative Airplay (Billboard) | 19      |
| Italy (FIMI)                       | 20      |
| US Mainstream Rock (Billboard)     | 20      |
| Switzerland (Schweizer Hitparade)  | 28      |
| Ireland (IRMA)                     | 35      |
| US Billboard Hot 100               | 87      |